# غرانت هيل
غرانت هيل (بالإنجليزية: Grant Hill) مواليد 5 أكتوبر 1972 في دالاس، هو لاعب كرة سلة أمريكي بدأ مسيرته الاحترافية في سنة 1994 يلعب مع فريق أتلانتا هوكس في الرابطة الوطنية لكرة السلة. يبلغ طوله 6 قدم 8 بوصة (2.0 م).

## فرق لعب لها
- ديترويت بيستونز
- أورلاندو ماجيك
- فينيكس صنز
- لوس أنجلوس كليبرز

## الميداليات
| الميدالية | المسابقة                       |
| --------- | ------------------------------ |
| ذهبية     | الألعاب الأولمبية الصيفية 1996 |

## روابط خارجية
- غرانت هيل على موقع الاتحاد الدولي لكرة السلة (الإنجليزية)
- غرانت هيل على موقع إن بي أي (الإنجليزية)
- غرانت هيل على موقع سبورتس رفرنس (الإنجليزية)
- غرانت هيل على موقع كرة السلة الأوروبية.كوم (الإنجليزية)
- غرانت هيل على موقع كلية كرة السلة في سبورتس رفرنس.كوم (الإنجليزية)
- غرانت هيل على موقع ريلجم (الإنجليزية)
- غرانت هيل على موقع بروبوليرز (الإنجليزية)
- غرانت هيل على موقع قاعة المشاهير الجامعة الوطنية لكرة السلة (الإنجليزية)
- غرانت هيل على موقع سبورتس رفرنس (الإنجليزية)
- غرانت هيل على موقع أوليمبيديا (الإنجليزية)